# Euridice (Peri)

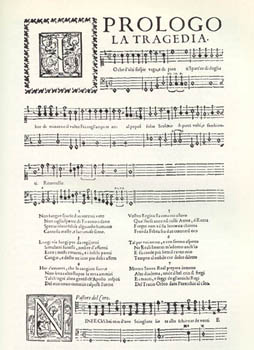
Euridice

Euridice är en opera (dramatisk fabel) i prolog och sex scener med musik av Jacopo Peri och libretto av Ottavio Rinuccini efter Ovidius Metamorfoser. Giulio Caccini bidrog med viss körmusik. Euridice är den äldsta bevarade operan.

## Historia
Operan skrevs för att fira bröllopet mellan Henrik IV av Frankrike och Maria av Medici, och hade premiär den 6 oktober 1600 i Palazzo Pitti i Florens. Peri sjöng själv rollen som Orfeo och Francesco Rasi sjöng rollen som Aminta (Rasi skulle senare sjunga titelrollen i Claudio Monteverdis opera Orfeo). Euridice är exempel på den så kallade monodiska stilen där sångstämman följs av ett ackordiskt ackompanjemang. Enligt tidens praxis är enbart sångstämman och generalbasstämman noterad, medan instrumentationen berodde på vilka musiker som fanns till hands. Vid premiären spelade en teorb, en lira da gamba, en cembalo (av Jacopo Corsi) och en luta.
Samma text tonsattes av Giulio Caccini 1600.

## Personer
- La Tragedia (Tragedin) (sopran)
- Euridice (sopran)
- Orfeo (tenor)
- Aminta, en herde (tenor)
- Arcetro, en herde (kontraalt)
- Tirsi, en herde (tenor)
- Caronte (bas)
- Dafne (sopran)
- Plutone (bas)
- Proserpina (sopran)
- Radamanto (tenor)
- Venere (sopran)

## Handling
Librettot eller noterna anger inga scenindelningar men verket delas in i tre delar på grund av handlingens tre miljöer (jorden-Hades-jorden). Enligt myten förlorar Orfeus sin Eurydike på nytt när han ser sig om på uppfärden från underjorden men Rinuccino ändrade i sitt libretto så operan fick ett lyckligt slut. Säkerligen med tanke på att operan skrevs och uppfördes vid ett kungligt bröllop.
Prologen är en hyllning till det kungliga brudparet, symboliserat av Orfeus och Eurydike. Strax därpå berättar Dafne att Euridice har dött av en ormbett, och på Venus (Venere) uppmaning beger sig den olycklige Orfeo till underjorden för att hämta tillbaka sin hustru. Gudarna låter sig blidkas av hans sång och tillåter att Euridice återvänder med honom till jorden, där de hyllas med sång och dans.